# لين هاليداي
لين هاليداي (بالإنجليزية: Lin Halliday)‏ هو عازف جاز أمريكي، ولد في 16 يونيو 1936 في دي كوين في الولايات المتحدة، وتوفي في 25 يناير 2000.

## وصلات خارجية
- لين هاليداي على موقع ميوزك برينز (الإنجليزية)
- لين هاليداي على موقع ديسكوغز (الإنجليزية)